# Naha-Te

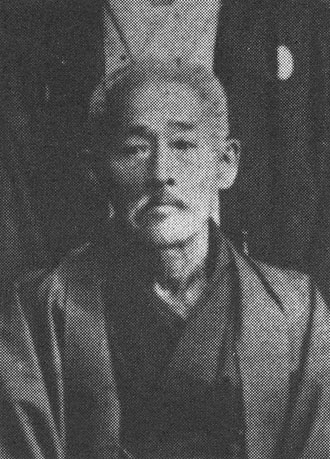
Maestro Kanryo Higaonna, creador del estilo Naha-Te.

El estilo de Naha Te es un estilo de karate proveniente de Okinawa. Fue hecho famoso por Kanryo Higaonna, uno de los grandes maestros o Saikoo Shihan del karate antiguo.

## Historia
El estilo de combate Naha-Te nació en la isla de Okinawa (Actualmente parte de Japón)aproximadamente en el año 1755. Fue creado desde el kung fu/ wu shu chino de los estilos provenientes del templo Shaolín del sur de china y del 'Bok hok pai' (Estilo de la Grulla que canta) de la región de Fujian en China y en menor medida por estilos del sudeste asiático, Vietnam, Camboya, etc. Este sistema de combate esta caracterizado por patrones de respiración, acondicionamiento / insensibilización corporal, golpes a mano abierta y luxaciones articulares por medio de movimientos suaves y fluidos.

## Descripción del estilo
El estilo del Naha-te se basa principalmente en el combate a corta distancia y lucha cuerpo a cuerpo, incluyendo movimientos circulares, intercepciones, golpes a mano abierta circulares o directos,golpes de codo y rodillas, luxaciones articulares, patadas bajas, pisotones, derribos, estrangulaciones y lanzamientos.
Es un estilo que basa la fuerza en la concentración y en la respiración, utilizando muy comúnmente la respiración ibuki (respiración diafragmática con contracción abdominal y sonora), poniendo a prueba la musculatura con movimientos lentos y concentrados en algunos kata.

## Influencia
Este estilo de karate fue la base de otros como el Goju Ryu del maestro Chojun Miyagi y en parte del Shito-Ryu del maestro Kenwa Mabuni. Mabuni fusionó el Naha-Te con el Shuri-Te (hoy en día Shorin Ryu), tomando del Naha la sensibilidad, explosividad y precisión en el combate a corta distancia, los golpes a mano abierta, las técnicas respiratorias y de fortalecimiento corporal, y varias de las formas o katas, siendo esta la razón por la que el Shito Ryu es estilo de karate con una mayor cantidad de formas o "kata" en la actualidad.